# Луций Корнелий Лентул (консул 199 пр.н.е.)
Вижте пояснителната страница за други личности с името Луций Корнелий Лентул.
Луций Корнелий Лентул (на латински: Lucius Cornelius Lentulus) e сенатор, политик и военен на Римската република.
Брат е на Гней Корнелий Лентул (консул 201 пр.н.е.).
През 211 пр.н.е. Луций Лентул е пропретор в Сардиния. През 206 получава консулски imperium за боевете против картагенците в Испания като частно лице. Затова през 200 пр.н.е. за успехите си не получава триумф, a ovatio. През 205 пр.н.е. става едил заедно с брат си Гней и остава следващите години в Испания. През 199 пр.н.е. Лентул е избран за консул заедно с Публий Вилий Тапул. Бие се в множество битки в Горна Италия. Презе 196 е пратеник до Антиох III в Сирия.
Луций Корнелий Лентул умира вероятно 173 пр.н.е.